# Espejismo
Espejismo é uma telenovela mexicana, produzida pela Televisa e exibida em 1981 pelo El Canal de las Estrellas.
A trama foi exibida às 17h30, em transmissão simultânea com a telenovela Juegos del destino, que ocupava o horário das 17h. Juntas, essas duas produções marcaram o início de um novo modelo de programação na faixa vespertina da emissora: a exibição diária e contínua de duas telenovelas consecutivas, substituindo o formato anterior.
Antes dessa mudança, a faixa das 17h era ocupada por novelas de temática educativa e social, exibidas apenas uma vez por semana, com caráter informativo e voltado à conscientização. Já o horário das 17h30 abrigava novelas convencionais, também semanais, mas sem a obrigatoriedade de tratar de temas sociais ou pedagógicos.
Durante um breve período de 1981, a Televisa promoveu uma alteração nos horários: Espejismo foi adiantada para as 16h45 e Juegos del destino para as 17h15. No entanto, a mudança foi descontinuada por motivos não divulgados, e ambas retornaram aos seus horários originais.
Contam com as atuações principais de Fanny Cano, Carlos Piñar, Enrique Rocha, Charito Granados and Carmen Molina.

## Elenco
- Fanny Cano -Laura
- Carlos Piñar - Raúl
- Enrique Rocha - Julio
- Charito Granados - Andrea
- Carmen Molina - Martha
- Felipe Gil - Rafael
- Nerina Ferrer - Emma

- Liliana Abud - Susana
- Carlos Cámara - Román
- Manuel Saval - Juan José
- Carmen del Valle - Lina
- Tere Valadez - Elvira
- Rosalba Brambila - Gaby
- Fabian Lavalle
- Nancy Mackienze
- Rosario Granados
- Alejandro Tommasi
- Oscar Servin - Dr. Zubieta
- Enrique Barrera - Alberto
- Carmelita Gonzalez - Elena